# Res iudicata pro veritate habetur
La locuzione res iudicata pro veritate habetur o accipitur («la cosa giudicata è ritenuta verità») è un brocardo latino che afferma il carattere definitivo di una sentenza passata in giudicato. L'accertamento dei fatti in un processo sottostà a critica: il giudizio potrebbe essere errato e l'ordinamento, perciò, prevede la possibilità di impugnare la sentenza davanti a un nuovo giudice. Nulla garantisce in assoluto che l'accertamento definitivo riproduca la verità sostanziale, ma le possibilità di impugnazione non possono protrarsi all'infinito: per questo esso va accettato come verità (processuale) indiscutibile.
Nell'ordinamento italiano, la regola espressa dal brocardo è sancita, per il processo civile, dall'art. 2909 c.c.; per il processo penale, dall'art. 649 c.p.p., che correlativamente proclama il principio del ne bis in idem.